# 王卓辉
王卓辉（1948年1月—），汉族，中华人民共和国政治人物、第十一届全国政协委员，1971年4月加入中国共产党。曾担任浙江省宁波市政协主席等职。2008年，当选第十一届全国政协委员，代表特别邀请人士，分入第五十八组。。